# Fuente de Petróleos (Ciudad de México)
La Fuente de Petróleos, también conocida como Monumento a la Industria Petrolera de México, es un monumento ubicado en el Paseo de la Reforma de la Ciudad de México, próximo a la Glorieta de los Insurgentes, el cual conmemora la nacionalización del petróleo en México.

## Historia

### Antecedentes

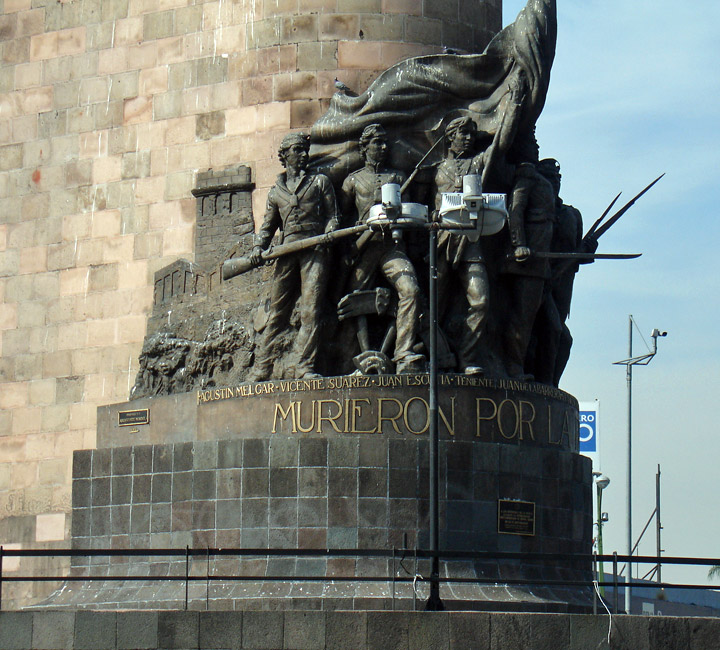
Monumento a los Niños Héroes en Guadalajara, Jalisco, México.

Las grandes esculturas monumentales erigidas en México entre 1930 y 1960 coinciden con la consolidación de la nueva estructura del poder posrevolucionario, y son únicas en América Latina. La estrecha relación con el movimiento muralista, con la tradición soviética del realismo socialista y con el academicismo alegórico decimonónico, transforma a estas esculturas en una síntesis de la profunda complejidad del arte mexicano a mediados del siglo XX, reflejando tanto su vínculo con el Estado como los mecanismos ideológicos de expresión artística.
La Fuente de Petróleos representa un claro ejemplo de la simbología apoteósica vinculada a la industrialización del país durante la década de 1950 y a su compleja inserción en la economía internacional. Junto con esta obra, se erigieron otros monumentos emblemáticos como la Diana Cazadora.
Juan Fernando Olaguíbel, había realizado previamente antes de 1952, el Monumento a la Bandera en Tuxtla Gutiérrez; Chiapas (1943) y el dedicado al General Pedro María Anaya en la Ciudad de México en el mismo año. Posteriormente, esculpió el de Juan Escutia en Tepic, Nayarit (1945), varios dedicados a José María Morelos —en Selva Playa, Río Colorado y Uruapan, Michoacán— y uno más en Caracas, Venezuela.
Su obra más conocida es el Monumento al Pípila en Guanajuato, de 1939. Junto con Vicente Mendiola, realizó el Monumento a los Hombres Ilustres en Guadalajara, Jalisco; un monumento ecuestre en el Hipódromo de las Américas (1941); la Diana Cazadora (1942); los monumentos a los Niños Héroes de Guadalajara (1950); otro a Morelos en Cuernavaca (1942); el de Benito Juárez en Toluca (1951); y la fuente monumental de la avenida Insurgentes —actualmente reducida de tamaño—, entre otras obras.

### Construcción e inauguración

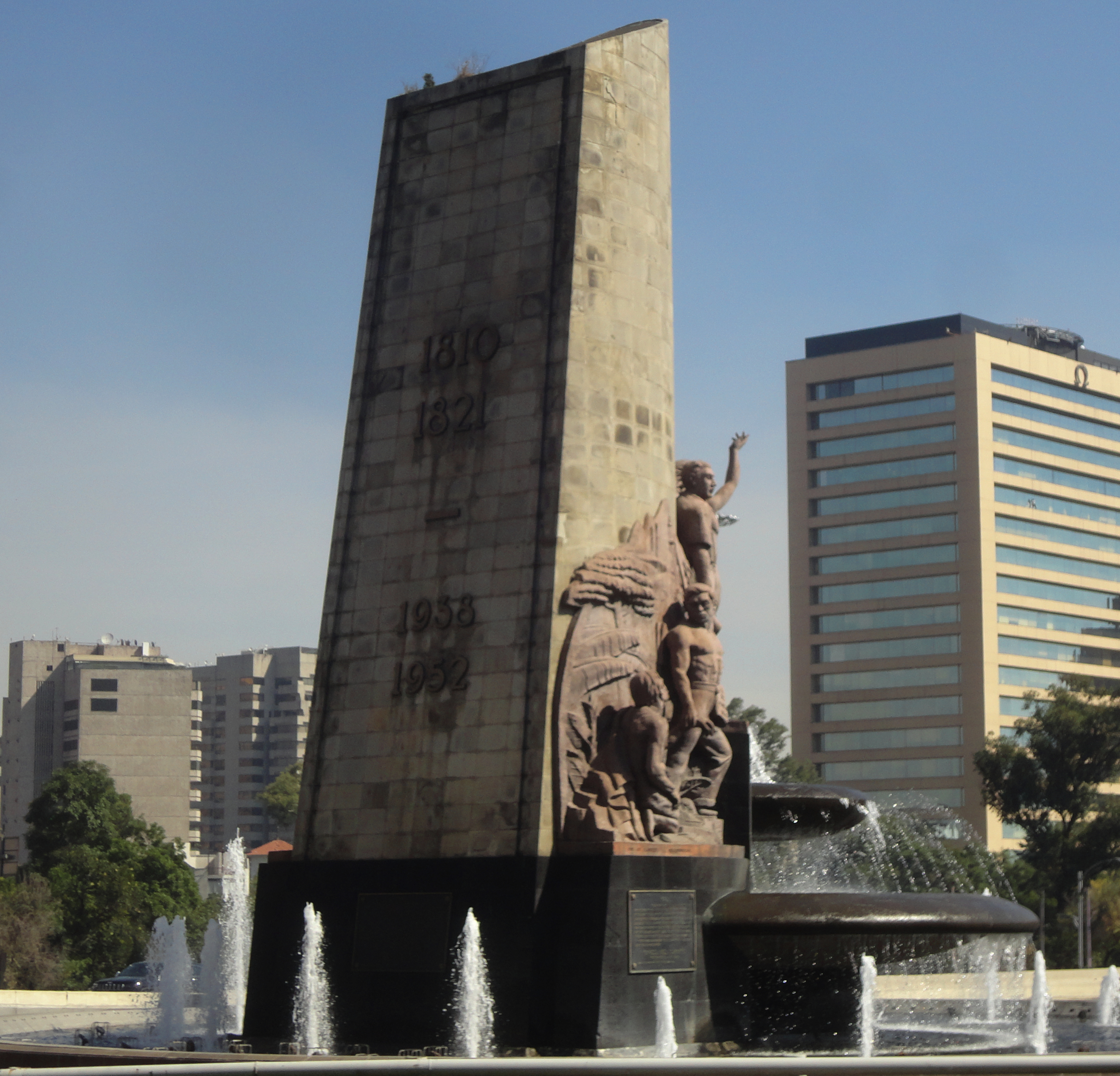
Vista trasera del monumento.

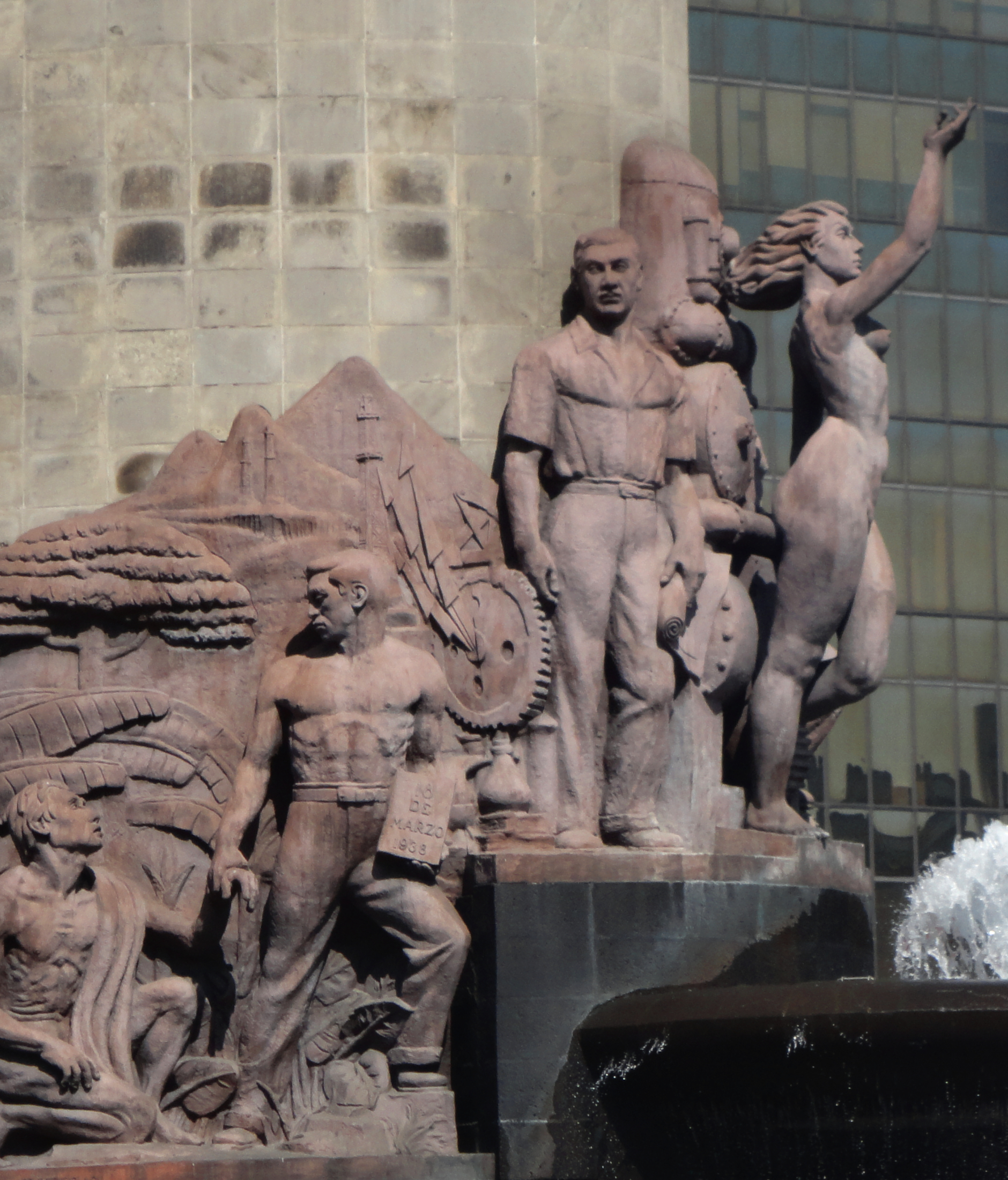
Detalle de las esculturas.

El Monumento a la Industria Petrolera de México, tal como estaba originalmente ubicado, se hallaba en una glorieta, en el centro de intersección de las avenidas, donde había estado la última estación de gasolina extranjera: "La Huasteca". 
Con el fin de compensar el desnivel de la calle, se levantó una plataforma de tierra, recubierta con pasto, que se elevaba más hacia el lado norte.
El monumento propiamente dicho está compuesto por un juego de fuentes superpuestas y un enorme pilar de cantera, sobre cuyas caras se ubica el grupo alegórico esculpido. Este último está compuesto por varias figuras, que representan con un ritmo ascendente, la liberación económica mexicana mediante la nacionalización de la industria petrolera en 1938. 
El conjunto tiene 55 m. de diámetro y 18 m. de alto, y su construcción demandó dieciocho toneladas de bronce. Fue proyectado en 1950 e inaugurado en 1952. 
El grupo escultórico superior posee un grupo central formado por torres petroleras y un ferrocarril, alrededor del cual se encuentra un grupo —que puede llamarse norte— que muestra a tres obreros perforando un pozo, y junto a estos un obrero en postura altiva. 
En el lado sur el grupo muestra a un indígena arrodillado, humillado por la carga de la dependencia económica, en medio de exuberante vegetación tropical; a su lado y tendiendo la mano para redimir y salvarlo, un obrero —con pantalones y no semidesnudo— que lleva en sus manos el texto de la ley del 18 de marzo de 1938. 
A la par de este se encuentra el trabajador intelectual, con camisa y planos en la mano. Entre este y el obrero, se levanta airosa la monumental Victoria desnuda, a cuyos pies surge un chorro de agua que mana hacia la fuente, como petróleo derramado. 
Detrás de ella, grandes contenedores cilíndricos y tuberías cierran la composición alegórica.
La propuesta inicial de Mendiola, según una carpeta inédita con sus planos y perspectivas, era la de una glorieta con dos fuentes semicirculares y en el centro un pilar de proporciones monumental, cerca de 60 m de alto, con una alegoría al frente. 
Más tarde, luego de varios proyectos, se fue reduciendo la altura del pilar hasta 18 m. y se fue definiendo la composición. 
Un detalle muy importante, difícil de notar a primera vista, es que las dos figuras, el trabajador intelectual y el manual, son los retratos de Mendiola y Olaguíbel.
En un acto de difícil interpretación, ellos mismos quedaron identificados en el bronce para la posteridad. 
Se trata de retratos detallados de ambos, en los que Mendiola, como arquitecto, representa al intelectual. Olaguíbel, como artista, al obrero. 
Esto obligó a darle mayor importancia a ambas figuras dentro del grupo y a ponerlas de frente; el caso del obrero es el más claro, ya que en todos los proyectos éste estaba siempre de espaldas.
En general, es evidente que se trata de una composición académica, de filiación clasicista, que utiliza incluso alegorías decimonónicas como las ruedas con rayos para simbolizar el ritmo del progreso, las ruedas dentadas para identificar a la industria, las retortas alquímicas y, salvada a último momento, una manguera de petróleo como cornucopia moderna. 
La Victoria sin alas, desnuda y campeando triunfal en la posición más elevada, el obrero salvando del oprobio al indígena subyugado y desnudo, son todos ejemplos de esta forma de proyectar de tradición decimonónica, tan cara aún a las élites en el poder.
La distancia de casi medio siglo recorrido entre las pinturas alegóricas del Palacio de Comunicaciones del porfiriato, y la Fuente de Petróleos del sexenio alemanista, marcan dos extremos de un mismo arco en la escultura alegórica oficial monumental del México moderno.
La tradición de la escultura conmemorativa fue herencia y continuidad del siglo XIX. 
Llevada al apogeo durante el porfiriato, el Monumento a la Independencia de Antonio Rivas Mercado de 1910 sería su culminación.
Intentaba a su vez glorificar ante las masas los conceptos de la ideología positivista del poder, como la Libertad, la Independencia y tantas otras, o a los héroes de la patria. 
Era la materialización de los principios del catecismo positivista de Augusto Comte en su máxima expresión. Sin embargo, si bien los años de la Revolución modificaron la situación, con la consolidación de la nueva estructura de poder en la década de 1930, el Estado nuevamente se transformó en el comitente principal para grandes monumentos dedicados a glorificar a los nuevos héroes o las nuevas ideas, o incluso a viejos héroes e ideas, retomados como símbolos resignificados para el consumo de las grandes masas. 
Así nacieron obras fastuosas, de mayor o menor calidad, que son sin duda símbolos urbanos, y más aún, cumplieron en gran medida su papel: el monumento a Álvaro Obregón, el de los Niños Héroes o la Fuente de Petróleos son definitorias de espacios de la ciudad, e incluso identifican y representan las áreas urbanas en las cuales se encuentran. 
El caso del Monumento a la Revolución, de Oliverio Martínez, sobre la remodelación hecha por Carlos Obregón Santacilia, del nunca terminado Palacio Legislativo de Porfirio Díaz, así lo demuestra. 
Lo interesante es que todos estos ejemplos reúnen los mismos elementos compositivos básicos: simetría, ubicación en puntos urbanos especiales, estatuaria realista, simbología académica o inscrita dentro del realismo socialista; se tiene acceso a ellos a través de distancias largas, que les dan perspectivas monumentales, gigantismo; materiales tradicionales. 
Salvo la influencia de la pintura muralista, no hay marcas de las corrientes de vanguardia de la época o anteriores, y nunca asomos de abstracción, pero fue inaugurada el 18 de marzo de 1952, en el decimocuarto aniversario de la expropiación petrolera.
En síntesis, es la respuesta de los escultores a las necesidades del Estado posrevolucionario, interesado en enaltecer y glorificar a la Revolución y sus hombres, que consolidaron en el poder a quienes ahora levantan los monumentos.
La Fuente de Petróleos se inscribe en esta corriente, la representa, e incluso forma parte de su culminación: ese mismo año Miguel Alemán inaugura también el Monumento a los Niños Héroes en Chapultepec, obra de Ernesto Tamariz. 
Y, no casualmente fue el mismo Tamariz, quien dijo que “la escultura de carácter monumental es para ser comprendida por numerosos espectadores de mentalidad y cultura media, y no sólo por una aristocracia intelectual; por lo tanto, la escultura debe ser clara y definida en sus composiciones”.